# ساتلايت (استوديو)
ساتلايت (بالإنجليزية: Satelight)‏ هو استوديو أنمي ياباني. تأسس في 1995. يقع مقره في سوغينامي، طوكيو، اليابان.

## أعمال الاستوديو

### مسلسلات أنمي تلفزيونية
- أسطول الزجاج
- شوجو شارا
- فايري تايل
- محققو الحيوانات
- روميو و جولييت
- اختفاء ناغاتو يوكي-تشان
- هاكاتا تونكوتسو رامنز

### أوفا أنمي
- هلسينغ Ultimate (الحلقة 1-4)
- إير جير: الأجنحة السوداء وغابة النوم Break on the sky

## وصلات خارجية
- ساتلايت على موقع IMDb (الإنجليزية)
- ساتلايت على موقع ANN company (الإنجليزية)

- الموقع الإلكتروني